# Macropeplus ligustrinus
Macropeplus ligustrinus är en tvåhjärtbladig växtart som beskrevs av Janet Russell Perkins. Macropeplus ligustrinus ingår i släktet Macropeplus och familjen Monimiaceae. Inga underarter finns listade i Catalogue of Life.